# Tore Tallqvist
Tore Gustav Tallqvist, född 25 december 1941 i Helsingfors, död 9 november 2022 i Helsingfors, var en finländsk arkitekt och professor. Han var son till J. O. Tallqvist. 
Tallqvist utexaminerades 1969 från Tekniska högskolan i Helsingfors, där han 1969–1972 var assistent i bostadsplanering, 1979–1983 äldre assistent och speciallärare i arkitekturhistoria samt 1983–1985 biträdande professor i arkitekturhistoria. År 1985 blev han professor i arkitektur vid Tammerfors tekniska universitet och sedermera chef för avdelningen för arkitekturhistoria och teori. Efter praktik hos Bengt Lundsten 1962–1965 och Alvar Aalto 1965–1972 har han innehaft egen praktik i mindre skala sedan 1972. 
Tallqvist har utvecklat en arkitekturteoretisk modell för undervisningen, där han bland annat påvisar betydelsen av historisk kunskap i planeringen. Han betraktas som en av Finlands främsta experter på arkitekturhistoria och samhällsplanering. Han tjänstgjorde 1986–1988 som rådgivande arkitekt vid restaureringsprojektet för Gamla Borgå. Han har varit domare i en rad nationella arkitekturtävlingar och var ordförande för statens arkitekturkommission 1992–1997.